# 核糖核酸

mRNA的球棍模型，其中灰色小球代表碳原子，紅色小球代表氧原子，藍色小球代表氮原子，橘色小球代表磷原子

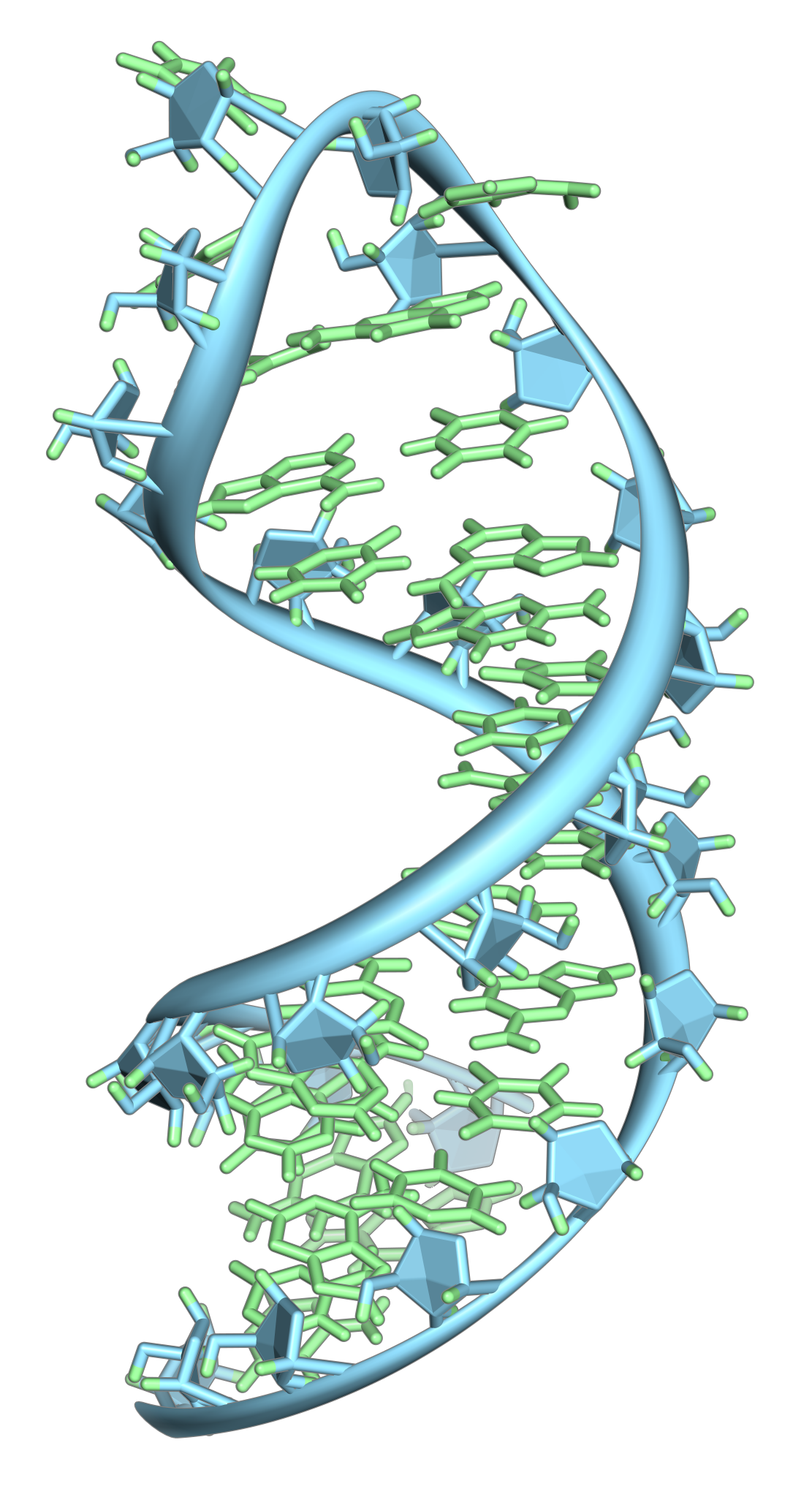
圖爲mRNA前體上的一段莖環結構。含氮鹼基以綠色表示，而磷酸-核糖骨架則以藍色表示。注意莖（雙鏈）結構是由一條RNA單鏈通過摺疊形成

核糖核酸（英語：ribonucleic acid，縮寫：RNA）是一類由核糖核苷酸通過3',5'-磷酸二酯鍵聚合而成的線性大分子。自然界中的RNA通常是單鏈的，且RNA中最基本的四種鹼基爲腺嘌呤（A）、尿嘧啶（U）、鳥嘌呤（G）、胞嘧啶（C），相對的，與RNA同爲核酸的DNA通常是雙鏈分子，且其含有的含氮鹼基中将RNA的尿嘧啶替换为胸腺嘧啶（T）。
RNA有着多種多樣的功能，可在遺傳編碼、轉譯、調控、基因表達等過程中發揮作用。按RNA的功能，可將RNA分爲多種類型。比如，在細胞生物中，mRNA（傳訊RNA）爲遺傳訊息的傳遞者，它能夠指導蛋白質的合成。因爲mRNA有編碼蛋白質的能力，它又被稱爲編碼RNA。而其他沒有編碼蛋白質能力的RNA則被稱爲非編碼RNA（ncRNA）。它們經由催化生化反應，或透過調控或是參與基因表達過程發揮相應的生理功能。比如tRNA（轉運RNA）在轉譯過程中起轉運RNA的作用，rRNA（核糖體RNA）於轉譯過程中起催化肽鏈形成的作用，sRNA（小RNA）起到調控基因表達的作用。此外，RNA病毒甚至以RNA作爲它們的遺傳物質。
RNA通常由DNA經由轉錄生成。RNA在細胞中廣泛分佈，在真核生物的細胞核、細胞質、粒線體中都有RNA:36。

## 與DNA的比較

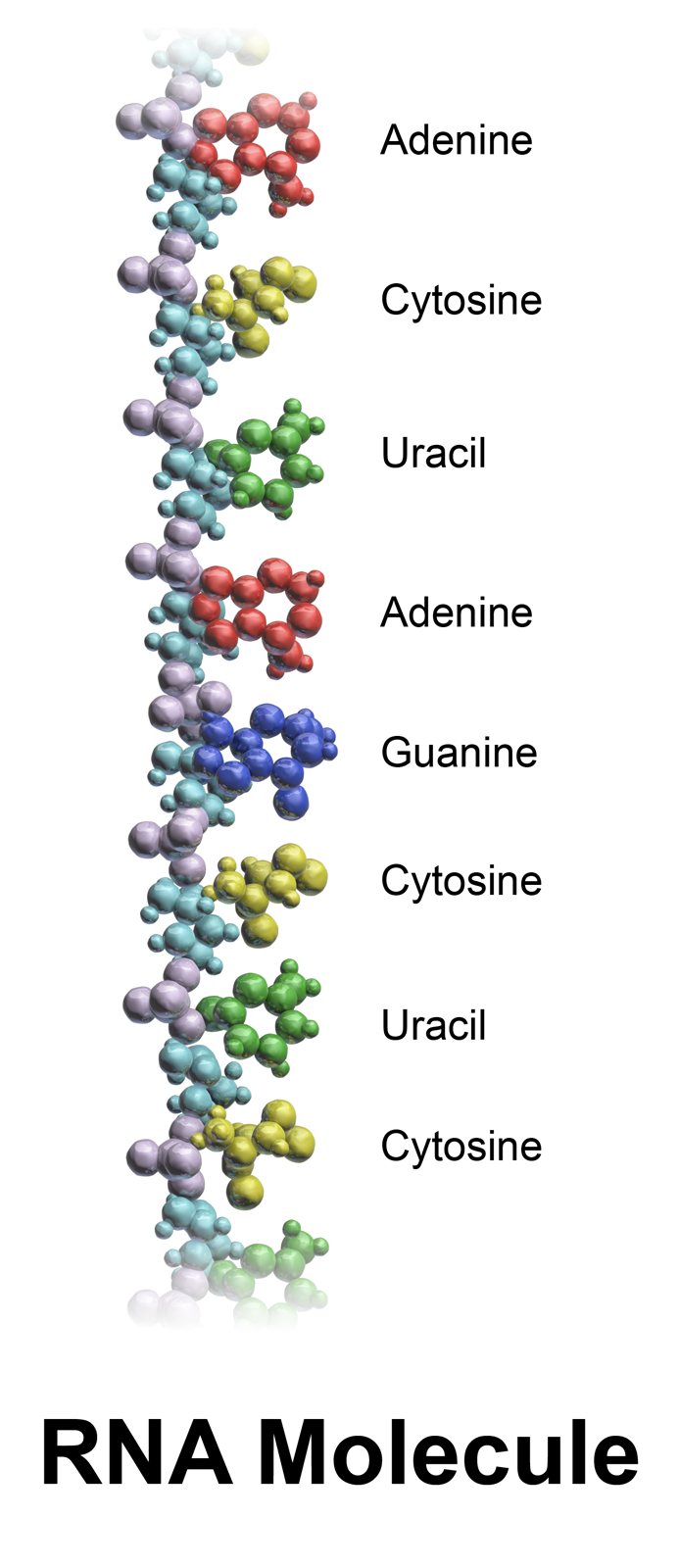
RNA分子中的含氮鹼基

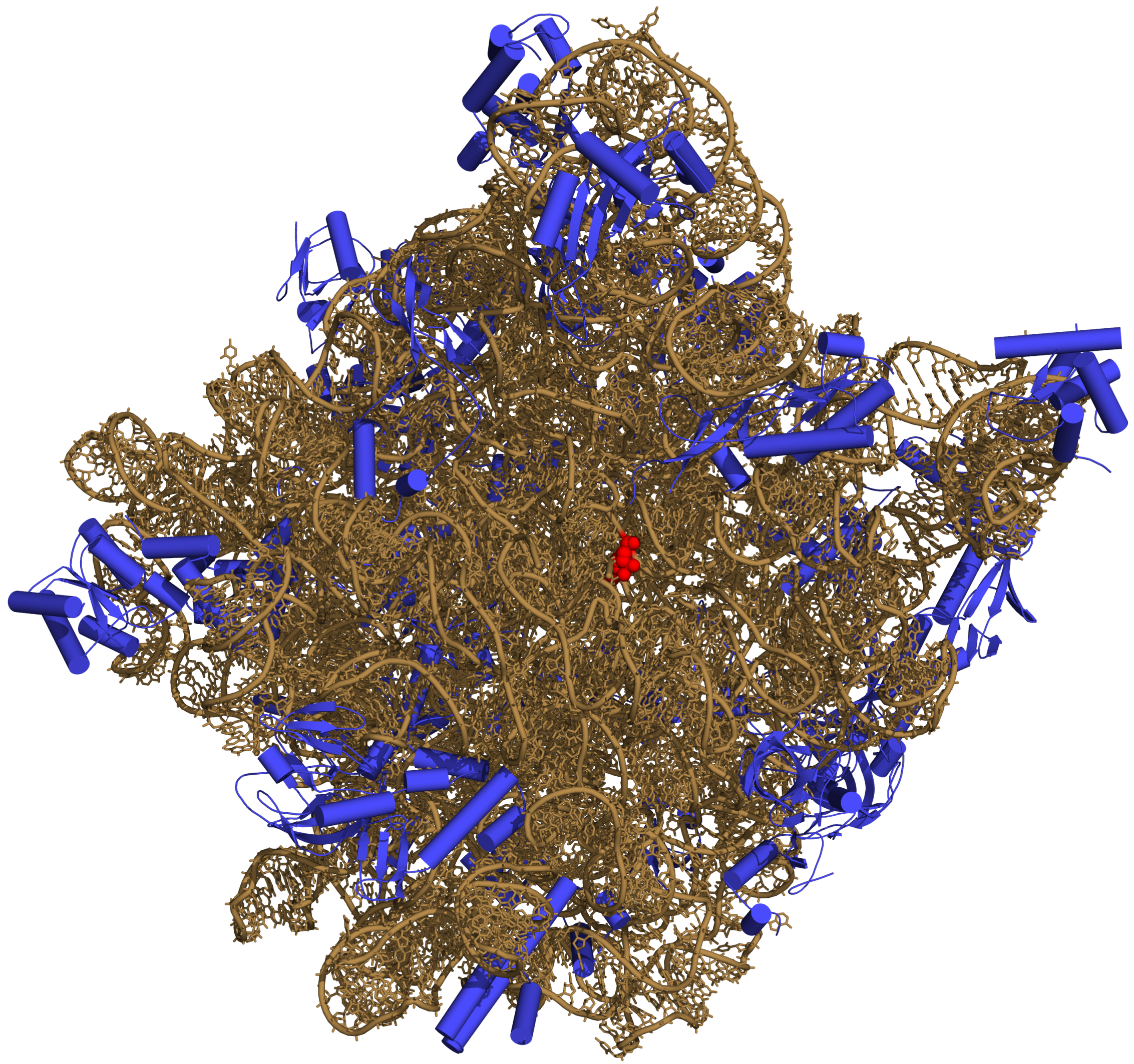
50S核糖體亞單位的3D結構示意圖。rRNA以土黃色表示，蛋白質以藍色表示。活性位點爲rRNA的一個小片段，以紅色標出

RNA的分子結構與DNA非常相似，但是兩者有以下三個主要不同點：
- 與通常是雙鏈的DNA不同，RNA通常是單鏈的，而且長度一般比DNA短得多[3][4]。不過，單鏈RNA可以通過摺疊形成雙鏈結構（這樣的雙鏈結構亦被稱爲「莖」），tRNA中即有這樣的結構。
- DNA中的戊糖爲脫氧核糖，而RNA中的戊糖爲核糖[5]，其區別在於，脫氧核糖的2位碳上連接的是氫原子，而核糖的2位碳上連接的是羥基）。2位碳上的羥基降低了RNA的穩定性，因爲它使得RNA更易被水解。
- 在DNA中，與腺嘌呤（A）互補的含氮鹼基是胸腺嘧啶（T），而在RNA中，與腺嘌呤（A）互補的含氮鹼基是尿嘧啶（U），它比胸腺嘧啶少了一個甲基[6]。

與DNA相似，大部分有生物活性的RNA，包括mRNA、tRNA、rRNA、snRNA，以及其他一些非編碼RNA，雖然是單鏈，但含有自我互補的序列，能使得它們能進行摺疊，形成互補雙鏈結構（莖）。對RNA的分析表明，它們有著相對更複雜的結構。和DNA不同，RNA的二級結構並不是單純的雙螺旋，而由一系列短的二級結構構成。通過這些短的二級結構的組合，RNA甚至可以擁有與蛋白質相似的結構，並像酶那樣催化化學反應（此種RNA被稱爲核酶）。比如對核糖體進行分析表明，其催化成肽反應的活性位點完全由RNA構成。
| 項目                       | DNA                                                     | RNA                                                   | 解說                                                                        |
| -------------------------- | ------------------------------------------------------- | ----------------------------------------------------- | --------------------------------------------------------------------------- |
| 組成主幹之糖類分子         | 2-去氧核糖和磷酸                                        | 核糖和磷酸                                            |                                                                             |
| 骨架結構                   | 规则的:50双螺旋结构                                     | 单螺旋结构 或茎环结构                                 | 即脱氧核糖核酸由两条脱氧核苷酸链构成，而核糖核酸由一条核糖核苷酸链构成。:49 |
| 核苷酸數                   | 通常上百萬                                              | 通常數百至數千個                                      |                                                                             |
| 鹼基種類                   | 腺嘌呤（A）··· 胸腺嘧啶（T） 胞嘧啶（C）··· 鳥嘌呤（G） | 腺嘌呤（A）··· 尿嘧啶（U） 胞嘧啶（C）··· 鳥嘌呤（G） | 除部分例外，DNA為胸腺嘧啶（5-甲基尿嘧啶），RNA為尿嘧啶，使RNA更易被水解。   |
| 五碳糖種類                 | 脫氧核醣                                                | 核醣                                                  |                                                                             |
| 五碳糖連接組成分           | 氫原子                                                  | 羟基                                                  | 在五碳糖的第二個碳原子上連接的組成分不同。                                  |
| 存在于（对于真核细胞而言） | 细胞核（少量存在于线粒体、叶绿体）                      | 细胞质                                                |                                                                             |

## 結構

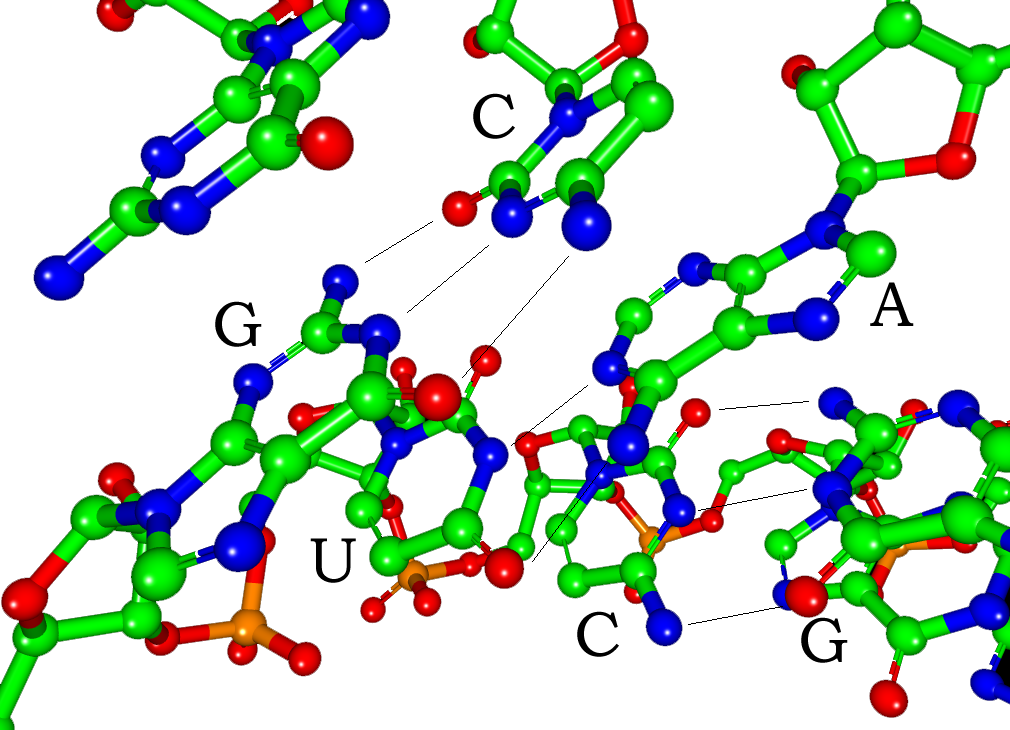
siRNA（小干擾RNA）中的鹼基互補配對（圖中省略了氫原子）

RNA的單體爲核糖核苷酸，其中的戊糖爲核糖，依系統命名法可將其中的碳原子從1'編號至5'。含氮鹼基與1'碳原子相連。RNA中最基本的四種鹼基分別爲A（腺嘌呤）、U（尿嘧啶）、G（鳥嘌呤）、C（胞嘧啶）。其中，腺嘌呤和鳥嘌呤爲雙環的嘌呤，尿嘧啶和胞嘧啶爲單環的嘧啶。磷酸基團與一個核糖殘基的3'碳原子相連，與下一個核糖核苷酸的5'碳原子相連。磷酸基團在生理pH下，並不都能帶上負電荷，因而RNA在生理條件下是帶電荷分子（聚陰離子）。C和G、U和A、G和U之間能夠形成氫鍵。不過，鹼基之間也可能發生其他一些相互作用。比如，在一個凸出部分中，一群腺嘌呤可以互相連接，GNRA四環Tetraloop中有一個G-A鹼基對。

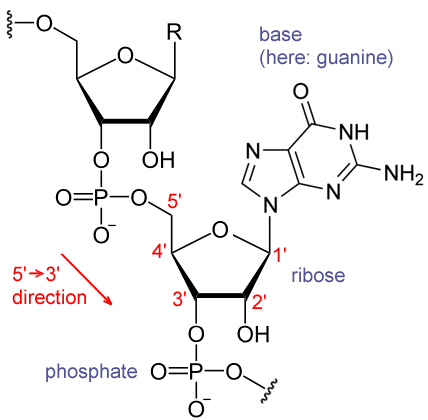
RNA的分子結構

核糖的2位碳上連有羥基爲RNA的一個重要結構特點。這類羥基使得RNA雙鏈的結構應與A型構象最接近，不過，在單鏈的某些二核苷酸環境下，也有極小的可能形成DNA最常見的B型螺旋構象。A型構象使得RNA雙鏈的大溝狹窄而深，小溝淺而寬。在RNA分子的構象高度可變區域（即不生成雙鏈結構的區域），2'-OH還能攻擊附近的磷酸二酯鍵，使得核糖-磷酸鏈斷裂。

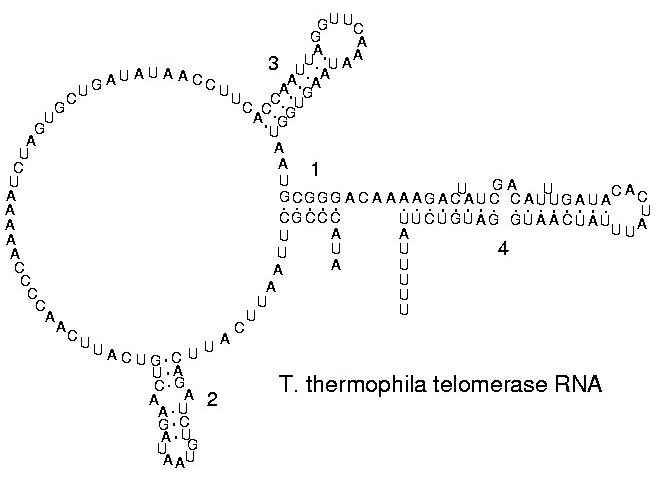
端粒酶RNA的二級結構

通過轉錄，僅僅能使RNA鏈上帶A、U、G、C四種含氮鹼基不過，轉錄後修飾能夠通過多種途徑對RNA進行改造。比如，轉錄後修飾能夠將稀有鹼基假尿嘧啶（Ψ）加到RNA鏈上。假尿嘧啶與核糖之間的化學鍵是C-C鍵而不是尿嘧啶（U）的C-N鍵。胸腺嘧啶加到RNA鏈上的情形也很常見（最典型的例子是tRNA的TΨC環）。另外，次黃嘌呤也是一種常見的稀有鹼基。次黃嘌呤爲腺嘌呤的脫氨產物，含有次黃嘌呤的核苷被稱爲肌苷（I）。在基因編碼的擺動假說中，肌苷有重要的作用。
除以上列出的之外，經過編輯的核苷還有100多種。由修飾引發的結構性變化在tRNA中最爲明顯，假尿嘧啶與經常在rRNA中出現2'-甲氧基核糖是最常見的修飾產物。這些修飾的具體作用還沒有完全闡明。不過，值得注意的是，在rRNA中，許多的轉錄後修飾發生在高度功能化的區域，比如肽基轉移酶催化中心以及亞基結合部位，似乎說明轉錄後修飾對RNA發揮正常功能來說相當重要。
具有催化功能的單鏈RNA分子，和蛋白質相類似，需要特殊的RNA三級結構。通過分子內氫鍵形成的二級結構原件構成了三級結構的框架。二級結構形成了許多可識別的「結構域」——比如莖環結構、膨大結構（bulges）、內環結構。因爲RNA分子帶電荷，不少二級結構和三級結構需要Mg2+等金屬離子來進行穩定。
自然界中的RNA均是由D-核糖核苷酸聚合而成的D-RNA。使用L-核糖核苷酸則可合成L-RNA。L-RNA對RNA酶的耐受力要強得多。

## 合成與修飾
RNA的合成一般由RNA聚合酶催化。RNA聚合酶以DNA爲模板，通過轉錄合成RNA。轉錄起始於RNA聚合酶與啓動子的結合（啓動子一般位於基因的上游）。因爲RNA聚合酶自帶解旋酶活性，僅依靠RNA聚合酶即可實現DNA雙鏈的解開。轉錄過程中，RNA聚合酶以3'端至5'端的方向讀取DNA模板鏈，並以5'端到3'端的方向合成與之反向平行互補的RNA鏈。轉錄的終止由終止子介導。原核生物的終止子有兩類：簡單終止子與ρ因子依賴性終止子。簡單終止子僅靠RNA形成二級結構即可終止轉錄，而後者在ρ因子的作用下才可以使轉錄終止。真核生物的轉錄終止則與轉錄後修飾密切相關:323:531-535。
在真核生物中，RNA的初始轉錄物通常會經過轉錄後修飾。比如，真核生物的mRNA大都會被加上Poly(A)尾（多腺嘌呤尾巴）以及5'端帽，mRNA前體中含有的內含子序列也會被剪接體切除:580-581。
一些RNA是由RNA複製酶（RNA依賴性RNA聚合酶）以RNA爲模板催化合成的。比方說，RNA病毒通過RNA複製酶複製其遺傳物質。另外，RNA複製酶亦參與了眾多生物體的RNA干涉過程。

## 分類
在细胞中，根據結構功能的不同，RNA主要分三類，即tRNA、rRNA，以及mRNA。mRNA是依據DNA序列轉錄而成的蛋白質合成模板；tRNA是mRNA上遺傳密碼的識別者和氨基酸的轉運者；rRNA是組成核糖体的部分，而核糖體是蛋白質合成的機械。
細胞中還有許多種類和功能不一的小型RNA，像是組成剪接體（spliceosome）的snRNA，負責rRNA成型的snoRNA，以及參與RNAi作用的miRNA與siRNA等，可調節基因表現。而其他如I、II型内含子、RNase P、HDV、核糖體RNA等等都有催化生化反應過程的活性，即具有酶的活性，這類RNA被稱為核酶。

### 调控RNA
許多種類的RNA，能夠透過與mRNA或DNA上的基因片段，部分互補的方式，來調降基因表現。例如在真核細胞中，miRNA和siRNA能引發RNAi。
miRNA與酵素複合體，會切碎mRNA，阻止該mRNA被轉譯，或加速其降解。
雖然小干擾RNA(siRNA; 20-25 nt)的產生，通常是由分解病毒RNA得到，然而也存在內源性的siRNA。而siRNA引發RNA干擾的機制類似miRNA，有些miRNA和siRNA，能造成其目標基因被甲基化，從而促進或抑制該基因的轉錄。此外，在動物生殖細胞內，所活躍的Piwi-interacting RNA(piRNA; 29-30 nt)，被認為能預防轉座子，並在配子的發生上，扮演重要角色。
許多的原核生物，具有CRISPR RNAs，其作用機制類似於真核生物的RNA干擾。其中反義RNA(Antisense RNAs)是最常見的，大多數能調降基因表現，但也有少部分會活化轉錄進行。反義RNA的作用機制之一，是藉由與mRNA互補配對，來形成雙股RNA，而被酵素降解。此外，在真核細胞內，也許多能調控基因的非編碼RNA，一個常見的例子是Xist，它會附在雌性哺乳動物的其中一個X染色體上，造成其去活化。
一段mRNA自身可能帶有調控元件，例如riboswitches，在其五端非轉譯區(5' untranslated region)或三端非轉譯區(3' untranslated region)，包含有順式作用元件(cis-regulatory elements)能夠調控該mRNA的活性。此外，非編碼區上也有可能帶有，能調控其它基因的調控元件。

### 修饰其它RNA

一種的常見RNA修飾，尿苷(Uridine)被轉換成假尿苷(Pseudouridine)。

許多的RNA會幫助修飾其它RNA。如前信使RNA(pre-mRNA)中的內含子，會被含有許多核小RNA(snRNA)的剪接體剪接。或者RNA本身能作為核酶，剪接自己的內含子。
RNA上的核苷酸也可能被修飾，變成非A、U、G、C的核苷酸。在真核細胞中，RNA上核苷酸的修飾，通常是由在細胞核與卡哈爾體中發現的，小核仁RNA(snoRNA; 60-300 nt)所主導。snoRNA會連結酵素，並以鹼基對的方式，引導它們去接上RNA，之後酵素便開始RNA核苷酸的修飾。鹼基修飾廣泛發生於rRNA與tRNA中，然而snRNA與mRNA也有可能是鹼基修飾的目標。此外，RNA也可能被甲基化。

### RNA基因组
如同DNA，RNA也可以攜帶遺傳信息。RNA病毒的基因組由RNA組成，可以轉譯出多種蛋白質，其中一些負責基因組的複製，而其它的則作為保護構造，在病毒離開宿主細胞後，保護基因組。類病毒是另一種類型的病原體，但它們僅由RNA組成，且該RNA並不會轉譯出任何蛋白質，並利用宿主的聚合酶來複製。

### 逆转录
反轉錄病毒藉由將RNA反轉錄成為DNA，DNA副本再轉錄為RNA的方式，來複製他們的基因組。反轉錄轉座子也利用此方法，來複製DNA與RNA，以完成轉座。此外，真核細胞內的端粒酶，也包含一個作為模板的RNA，利用它來延長染色體端粒。

### 双链RNA
雙鏈RNA(dsRNA)是指具有兩個互補鏈的RNA，與細胞中的DNA結構相似，它也是某些病毒(雙鏈RNA病毒)的遺傳物質。雙鏈RNA如病毒RNA或小干擾RNA(siRNA)，可以觸發真核生物的RNA干擾，以及脊椎動物的干擾素反應。
一般的双链RNA是一条RNA折叠互補的。

## 发现史

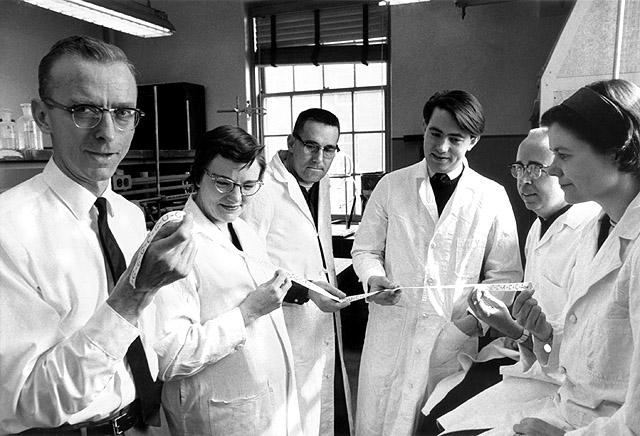
羅伯特·威廉·霍利(左側)及其研究團隊合影。

與RNA相關的研究，造就了許多生物學的發現，以及諾貝爾獎。而核酸於1868年由弗雷德里希·米歇爾發現，當時他將該物質稱作「核素」，因為它是在細胞核中被找到的。但不久後，科學家也在沒有細胞核的原核生物中，也發現了核酸。此外，早在1939年就有人懷疑，RNA在蛋白質合成中所扮演的角色。塞韋羅·奧喬亞與阿瑟·科恩伯格，因為在實驗室內發現了，能夠合成RNA的酵素，而獲得1959年的諾貝爾生理學或醫學獎然而，之後的研究顯示，由他們所發現的酵素多核苷酸磷酸化酶，是負責RNA降解，而非RNA合成。
羅伯特·威廉·霍利於1965年，發現酵母菌裡大小為77個核苷酸的tRNA序列，並於1968年與哈爾·葛賓·科拉納以及馬歇爾·沃倫·尼倫伯格共同獲得了諾貝爾生理或醫學獎。在1967年，卡爾·烏斯推測RNA可能具有催化能力，並提出建議指出，最早的生命形式（自我複製的分子）可能依賴於RNA，來攜帶遺傳信息和催化生化反應，即RNA世界學說。
反轉錄病毒及反轉錄酶，於1970年代早期被發現的，使人們了解到RNA能被反轉錄為DNA（與中心法則的一般情況，DNA轉錄為RNA相反）。 這項發現，使戴維·巴爾的摩、羅納托·杜爾貝科與霍華德·馬丁·特明，共同獲得了1975年的諾貝爾生理學或醫學獎。此外在1976年，瓦爾特·菲爾斯以及他的團隊，首度確定了RNA病毒完整基因組的鹼基序列(噬菌體MS2)。
在1997年，菲利普·夏普與理察·羅伯茨，因為發現哺乳類動物病毒及細胞基因中，具有內含子且會發生RNA剪接，而獲得1993年的諾貝爾生理學或醫學獎。具有催化功能的RNA（核酶）在1980年代早期被發現，而使得托馬斯·切赫與西德尼·奧爾特曼，獲得1989年的諾貝爾化學獎。而1990年所發現在碧冬茄屬上，導入基因會靜默植物體自身相似的基因的現象，現今被認為是RNA干擾的結果。
且大約在同時，大小約22個核苷酸的RNA(現在被稱為微RNA)，被發現在線蟲的發育上，扮演重要角色。而於RNA干擾的研究，讓安德魯·法厄與克雷格·梅洛，獲得了2006年的諾貝爾生理學或醫學獎；而同年的諾貝爾化學獎，由羅傑·科恩伯格獲得，得獎原因也與RNA相關（在RNA轉錄上的研究）。此外調控RNA的發現，促使了RNA藥物的開發，如利用小干擾RNA來靜默目標基因。